# Prionopelta laurae
Prionopelta laurae (лат.) — вид мелких примитивных муравьёв (Formicidae) рода Prionopelta из подсемейства Amblyoponinae.

## Распространение
Остров Мадагаскар.

## Описание
Мелкие земляные муравьи (длина 2-3 мм) желтовато-коричневого цвета. Единственный вид своего рода на Мадагаскаре, у рабочих которого 9-члениковые усики. Усики рабочих с 4-члениковой булавой. Глаза рабочих мелкие, расположены в среднебоковой части головы. Жвалы вытянутые, субтреугольные с тремя зубцами: апикальный зубец самый большой, преапикальный зубец самый маленький, третий зубец средней длины. Нижнечелюстные щупики 2-члениковые, нижнегубные щупики состоят из 2 сегментов (формула щупиков 2,2). Шпоры на всех ногах гребенчатые, но на задней паре ног есть дополнительная простая шпора (формула шпор: 1гр-1гр-1гр+1пр). Стебелёк между грудкой и брюшком состоит из одного членика петиолюса, у которого отсутствует задняя поверхность, так как он широко прикреплён к брюшку. Гнездятся в почве под какими-либо объектами (камнями, корнями), муравьи редко появляются на поверхности и фуражируют в припочвенном лиственном слое. Встречаются в дождевых и прибрежных лесах на высотах 10–600 м.

## Систематика
Вид был впервые описан в 2015 году американскими мирмекологами Риком Оверсоном (Rick Overson; Chicago Botanic Garden, Glencoe, США) и Брайаном Фишером (Brian Fisher; California Academy of Sciences, Сан-Франциско, США) по  материалам из Мадагаскара. Своё название получил в честь Лауры Штегер(Laura D. Steger), помогавшей в проведении исследований.